# Арсеньево (станция)
Арсе́ньево — железнодорожная станция Московской железной дороги в поселке городского типа Арсеньево — административном центре Арсеньевского района Тульской области. Станция на однопутной неэлектрифицированной линии Козельск—Белёв—Горбачёво. В настоящее время станция закрыта.
Пассажирское движение через станцию отсутствует.
Грузовое движение отсутствует. В сторону станции Манаенки путь также разобран. 
От западной горловины станции отходил подъездной путь к в/ч Тула-50 (ныне поселок Славный) на железобетонных шпалах. В настоящее время полностью разобран.
Летом 2024 г. произошел пожар в станционном здании. Полностью сгорела крыша.

## Ремонт пути
В ноябре 2011 года начался капитальный ремонт железнодорожного пути на участке Арсеньево—Горбачёво. Всего будет заменено 30 км пути. Проведение капитального ремонта железнодорожного полотна на участке позволит увеличить скорость движения поездов, значительно повысит качество перевозки грузов, расширит возможности транспортной инфраструктуры Арсеньевского района. Капремонт завершен в мае 2012 года.